# Ostrinotes purpuriticus
Espèce
Synonymes
- Thecla purpuriticus Druce, 1907[2]

Ostrinotes purpuriticus  est une espèce d'insectes lépidoptères (papillons) de la famille des Lycaenidae, de la sous-famille des Theclinae et du genre Ostrinotes.

## Systématique
Ostrinotes purpuriticus a été décrit par Hamilton Herbert Druce (d) en 1907 sous le protonyme de Thecla purpuriticus,.

## Nom vernaculaire
Ostrinotes purpuriticus se nomme Cryptic Hairstreak en anglais

## Description
C'est un petit papillon dont l'envergure est d'environ 35 mm, au dessus bleu et marron sur une très large partie des antérieures avec une queue fine à chaque aile postérieure. L'aile antérieure ne garde qu'une partie basale bleue avec une large bordure marron du bord costal et du bord externe alors que les ailes postérieures sont majoritairement bleu avec une fine bordure marron externe et une bordure costale marron plus large.
Le revers est beige avec, aux ailes postérieures, une ligne submarginale comportant deux taches jaunes centrées de marron en position anale.

## Écologie et distribution
Ostrinotes purpuriticus est présent en Colombie, en Guyane, en Guyana et au Surinam.

## Protection
Pas de statut de protection particulier.

## Publication originale
- (en) Hamilton H. Druce, « On Neotropical Lycaenidae, with Descriptions of New Species », Proceedings of the Zoological Society of London, Londres, ZSL, vol. 77, no 3,‎ 22 mai 1907, p. 566–632 (ISSN 0370-2774, OCLC 1779524, BNF 32843178, DOI 10.1111/J.1469-7998.1907.TB06947.X, lire en ligne).